# قمری‌ها
قمری‌ها (نام علمی: Streptopelia) نام یک سرده از تیره کبوتران است.

## گونه‌ها
این جنس شامل ۱۵ گونه است:
- قمری تیره Streptopelia lugens
- قمری خانگی "Spilopelia senegalensis"
- قمری چشم‌سرخ Streptopelia semitorquata
- قمری خاوری Streptopelia orientalis
- قمری شرابی Streptopelia vinacea
- قمری شکم‌صورتی Streptopelia hypopyrrha
- قمری گردن‌طوقی Streptopelia capicola
- قمری معمولی Streptopelia turtur
- یاکریم آفریقایی Streptopelia roseogrisea
- یاکریم اندونزیایی Streptopelia bitorquata
- یاکریم اوراسیایی Streptopelia decaocto
- یاکریم بال‌سفید Streptopelia reichenowi
- یاکریم بامدادی Streptopelia decipiens
- یاکریم سرخ Streptopelia tranquebarica
- یاکریم فیلیپینی Streptopelia dusumieri
- یاکریم میانماری Streptopelia xanthocycla